# Pascale Naessens
Pascale (Marie-Jeanne G.A.J.) Naessens (Eeklo, 4 juni 1969) is een voormalig Vlaams fotomodel, presentatrice en auteur van verschillende kookboeken. Anno 2020 is ze de best verkopende auteur in Vlaanderen. Toen VTM startte, kort voor haar twintigste verjaardag, werd ze bekend als omroepster. Dit beroep bleef ze tot 2006 vervullen. Hierna begon ze een carrière als presentatrice en televisiekokkin.

## Biografie
Pascale Naessens en haar broer, televisiemaker -en presentator Désiré Naessens, groeiden op in het Oost-Vlaamse Eeklo. Haar vader Denis Naessens had een groothandel in bier. Ze begon haar carrière als fotomodel. Van 1992 tot 2006 was ze presentatrice en omroepster bij VTM. Ze presenteerde er de woonmagazines Huis en Thuis, Picco Bello, TV-Makelaar, TV-Dokter en Red Mijn Huis. Samen met haar echtgenoot, reporter Paul Jambers, zeilde ze de wereld rond en ontvingen ze bekende Vlamingen op hun zeilboot voor Met Jambers onder Zeil. Met de boot maakten ze ook het toeristische programma Jambers' Odyssee, een zeiltrip doorheen de Middellandse Zee. Verder presenteerde ze ook TV-makelaar en Red mijn huis. Naast haar tv-werk verzorgt ze ook bedrijfspresentaties. 
In 2010 kwam haar eerste kookboek uit: Mijn Pure Keuken, volop genieten en toch slank. Sindsdien bracht ze nog 6 kookboeken uit: Mijn Pure Keuken 2, Puur Genieten 1 & 2, Puur Eten 1 & 2 en Puur Pascale 1. Alle kookboeken haalden de non-fictie top tien. In mei 2017 bracht ze ook een eerste boek uit met getuigenissen over voeding: Openhartig over eten. Haar achtste kookboek, Puur Pascale 2, komt uit in augustus 2017. Pascale Naessens heeft ook haar eigen keramiek-, tableware- en meubellijn ‘Pure’.
Pascale Naessens was in 2006 naast haar presentatiewerk ook nog te zien in Dancing on Ice, samen met de Fransman Paul Levier.
In februari 2015 uitte Professor Patrick Mullie zich zeer negatief over het dieet dat Naessens promoot, waarbij hij de populariteit van haar dieet-theorie vergeleek met die van het Atkins-dieet, gepromoot door Robert Coleman Atkins in de jaren 1970, alsook het montignacdieet gepromoot door Michel Montignac in de jaren 1990; volgens Mullie allen voorbeelden van personen die snel geld willen verdienen door promotie van het volgens hem ongezonde koolhydraatarm dieet.
De theorieën over gezondheid en eten, die Naessens promoot, zijn bekritiseerd door kinderpsychiater Annik Simons in september 2016. Zij stelde dat de theorieën van Naessens jongeren met eetstoornissen zoals anorexia aantrekken.
In het najaar van 2022 is ze te zien, samen met presentator Kürt Rogiers, in het programma De Schaal van Pascale waar ze jurylid is. 